# Amolops assamensis
Amolops assamensis är en groddjursart som beskrevs av Sengupta, Hussain, Choudhury, Gogoi, Ahmed och Madhumita Choudhury 2008. Amolops assamensis ingår i släktet Amolops och familjen egentliga grodor. IUCN kategoriserar arten globalt som otillräckligt studerad. Inga underarter finns listade i Catalogue of Life.